# Romanogotiek
De term romanogotiek wordt gebruikt voor een aantal bouwstijlen uit vooral de 13e en 14e eeuw, toen het romaans geleidelijk werd vervangen door de gotiek. Romanogotiek is in feite een nog grotendeels romaanse bouwstijl waarbij gotische vormen werden toegepast en komt vooral voor bij kerken. Doordat veel kerken uit deze periode zijn verdwenen is onduidelijk in hoeverre de romanogotiek zich heeft verspreid. Twee categorieën zijn duidelijk te onderscheiden.

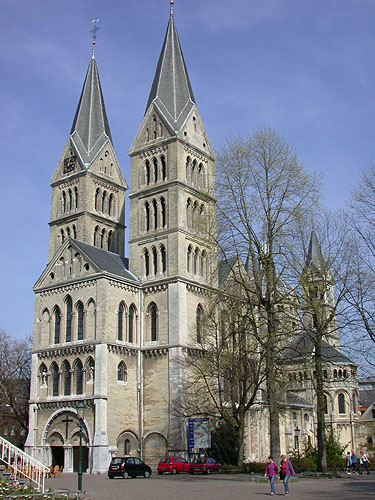
Roermond: Munsterkerk

1. De Nederrijnse laat-romaanse stijl wordt ook wel tot de romanogotiek gerekend vanwege de toegenomen verticaliteit door het gebruik van kruisgewelven en het hier en daar toepassen van spitsbogen. In Nederland is de Munsterkerk in Roermond het belangrijkste voorbeeld. Stijlkenmerken zijn verder te vinden aan bijvoorbeeld de oude Sint-Salviuskerk in Limbricht. In Duitsland komt deze stijl meer voor en behoort onder andere de dom van Speyer tot deze groep. Aan het einde van de 19e eeuw vormde deze stijl in Nederland de inspiratie voor de neoromanogotiek, waarvan de van oorsprong Duitse architect Carl E.M.H. Weber de belangrijkste exponent was. 
2. In de noordelijke Nederlandse provincies, met name Groningen, en het Duitse Oost-Friesland, kunnen veel kerken tot een zelfstandige romanogotische stijl worden gerekend (zie ook: baksteengotiek). Hoewel deze stijl ongetwijfeld uit het romaans is voortgekomen onderscheidt deze romanogotiek zich duidelijk van het romaans. Kerken in deze groep, die zonder uitzondering zijn gebouwd van baksteen, hebben een muurindeling in horizontale banden, met daarin blinde nissen als versiering. De topgevels van het transept zijn eveneens met nissen versierd. De aanvankelijk kleine ramen liggen verdiept in de muur en zijn voorzien van kraalprofielen. In het interieur valt het gebruik van meloengewelven op. Binnen deze stijl heeft zich een ontwikkeling voorgedaan, waarbij de oudste voorbeelden gekenmerkt worden door een veelvuldiger gebruik van nissen en geveldecoratie dan de latere voorbeelden. Geleidelijk werden deze minder toegepast, werden de ramen groter en werden voorheen ronde bogen vervangen door puntige, totdat uiteindelijk puur gotische vormen werden gebruikt. 
Het oudste voorbeeld van deze stijl in Nederland is het koor van de Donatuskerk van Leermens. De kerken van Stedum en van Zuidbroek zijn redelijk complete voorbeelden van de vroege stijl. De kerk van Noordbroek vertoont een overgang richting de gotiek. In de Jacobuskerk van Zeerijp is het laatste stadium van de romanogotiek vertegenwoordigd; deze kerk vertoont puur gotische vormen in combinatie met romanogotische bouwwijze en details.

## Romanogotische kerken in Groningen

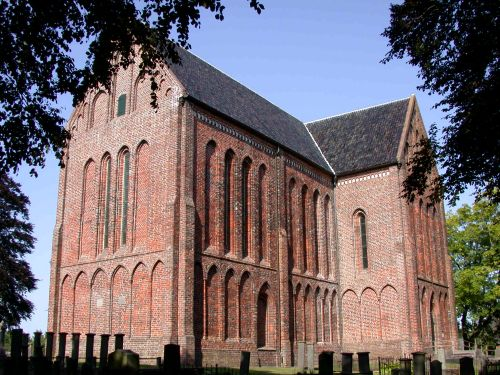
Petruskerk (Zuidbroek): hervormde kerk
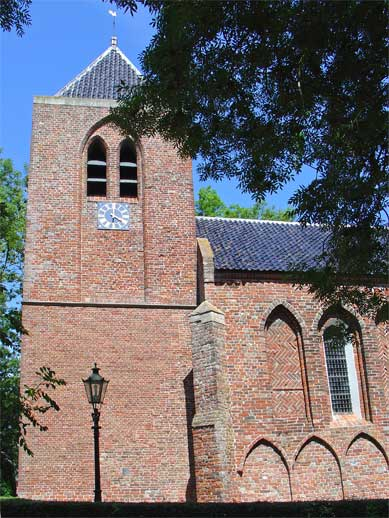
Romanogotische Mariakerk (Krewerd)
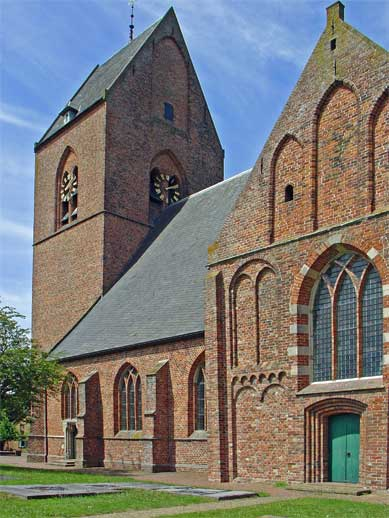
Petrus en Pauluskerk (Loppersum)
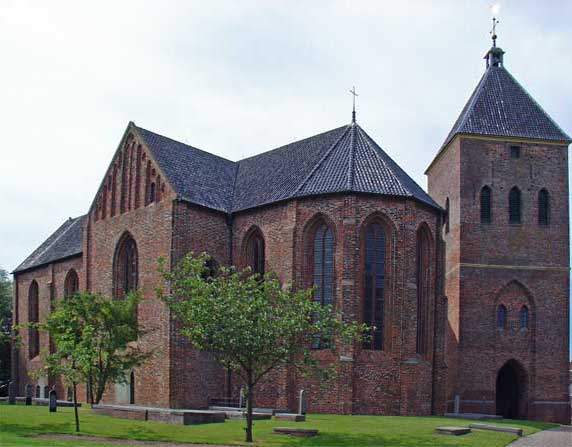
Romanogotische Jacobuskerk (Zeerijp)
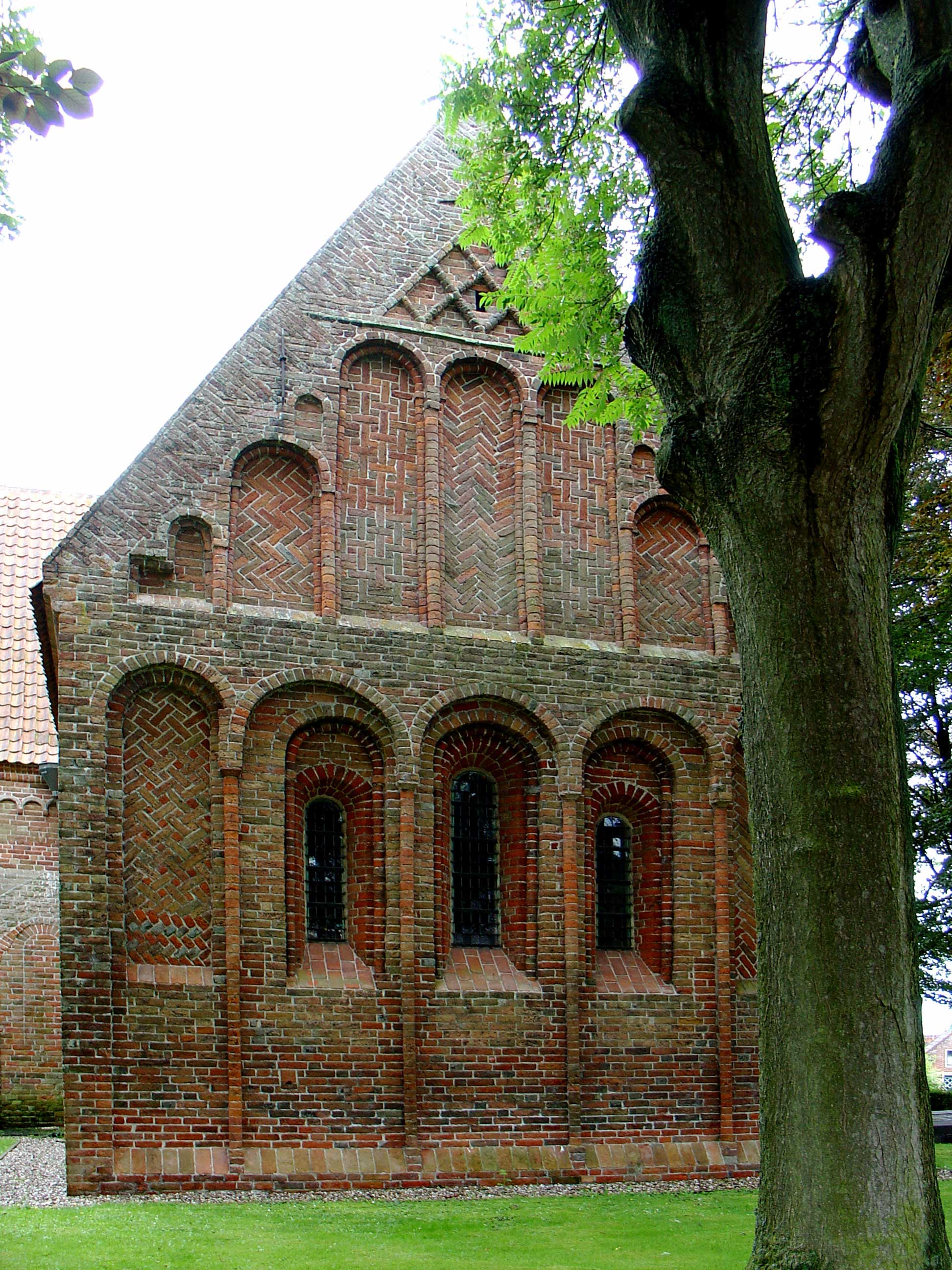
Romanogotische Donatuskerk (Leermens)
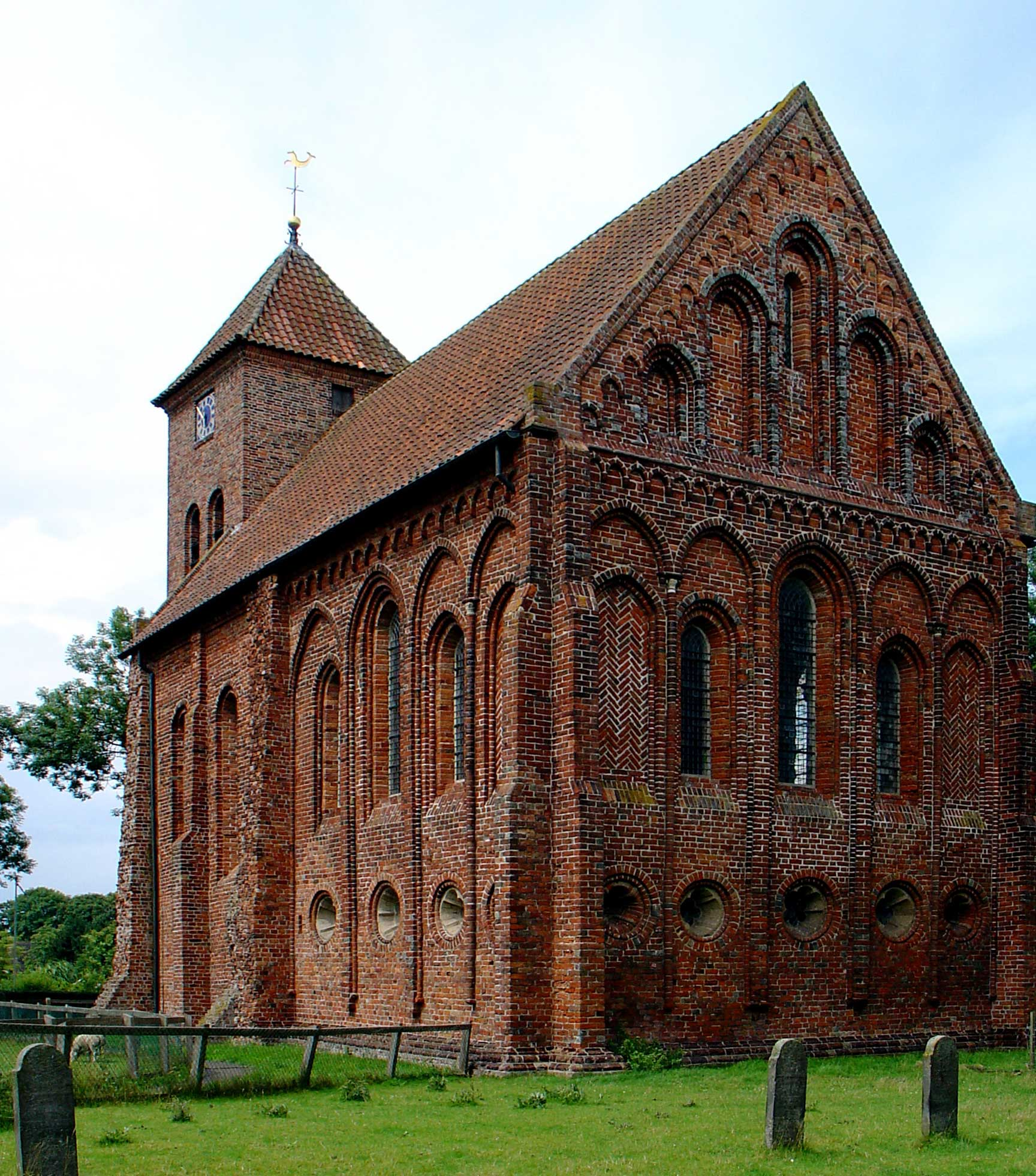
Romanogotische Ursuskerk (Termunten)
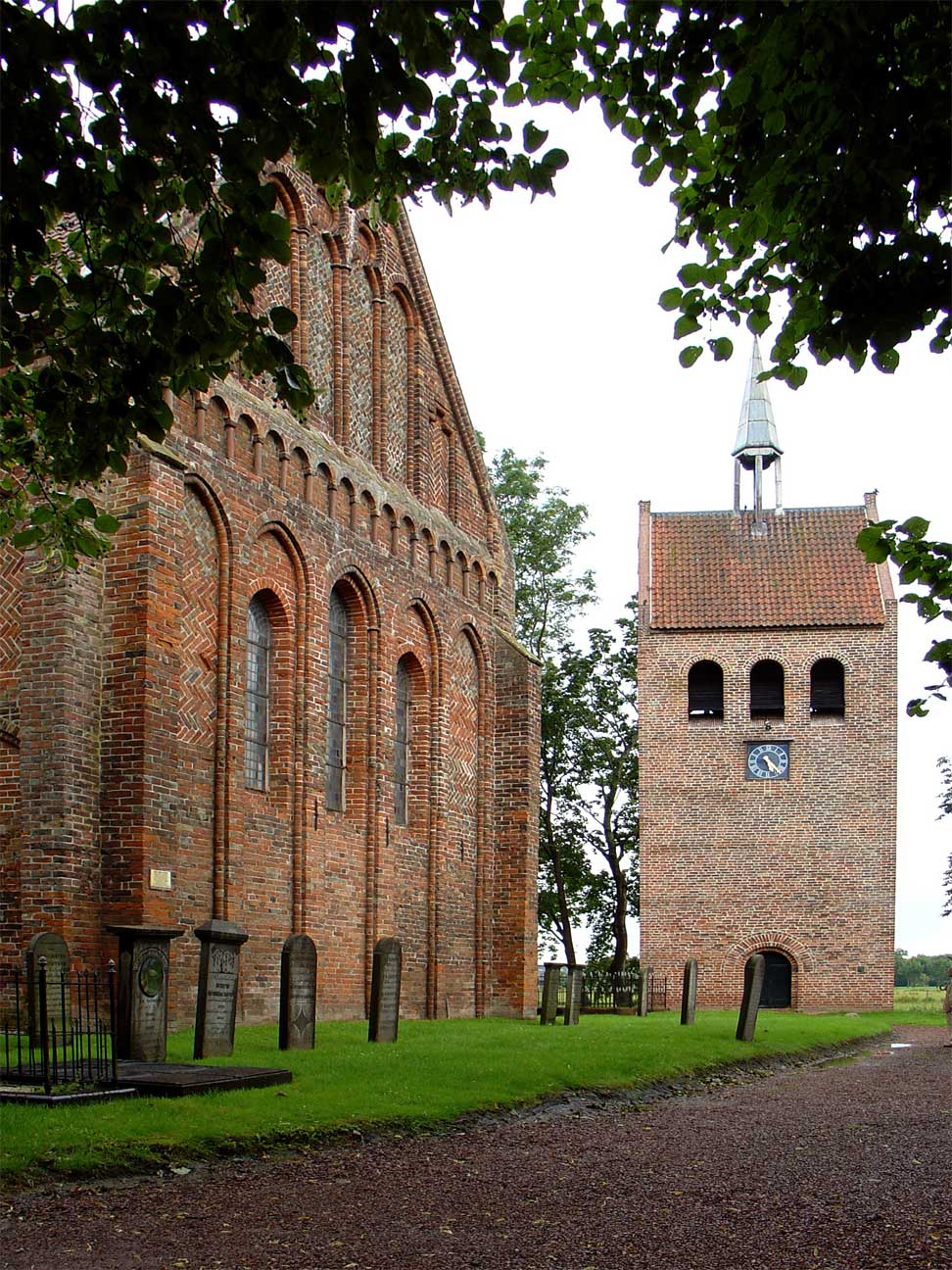
Romanogotische Kerk van Garmerwolde
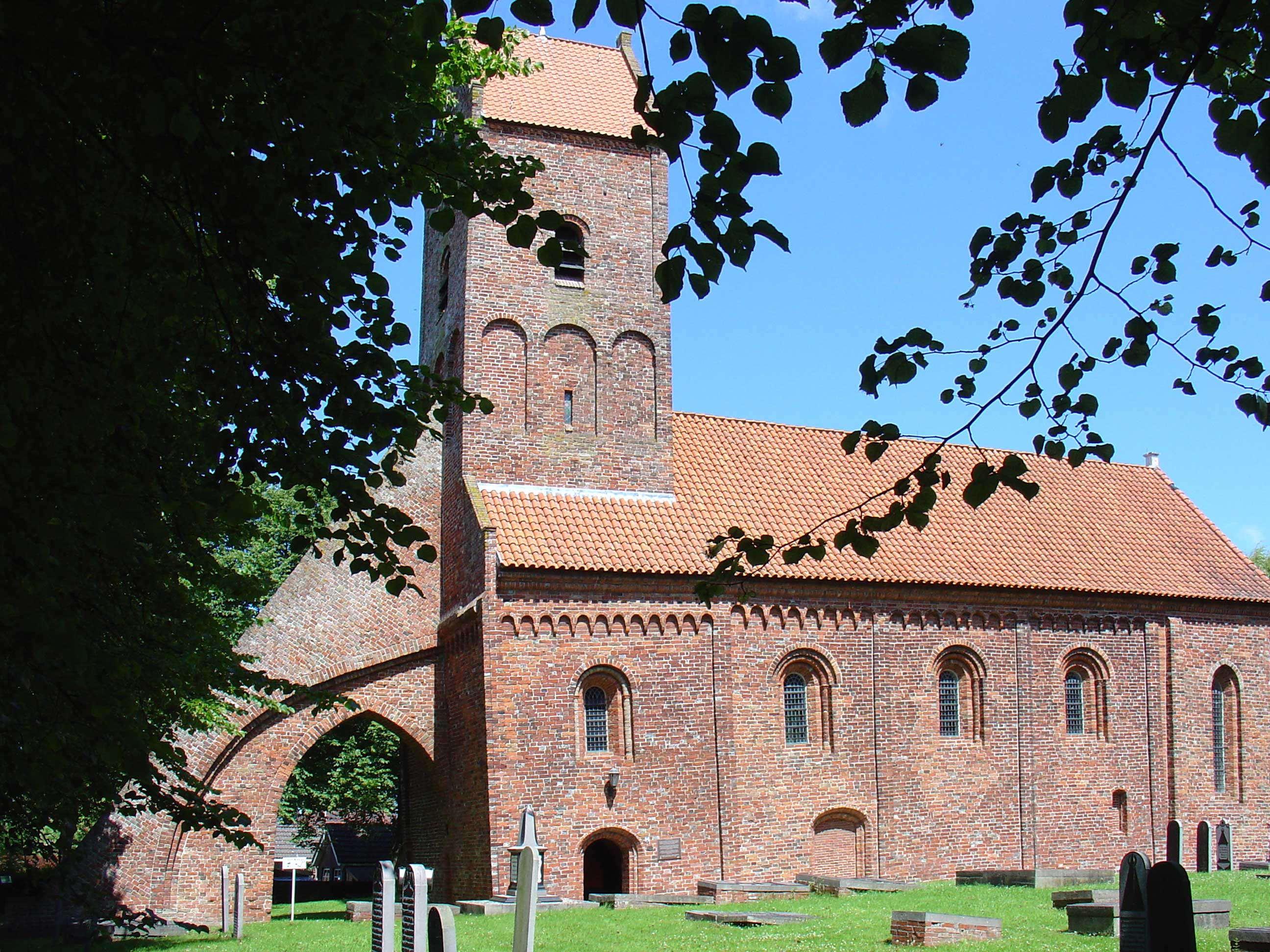
Romanogotische Sebastiaankerk (Bierum)
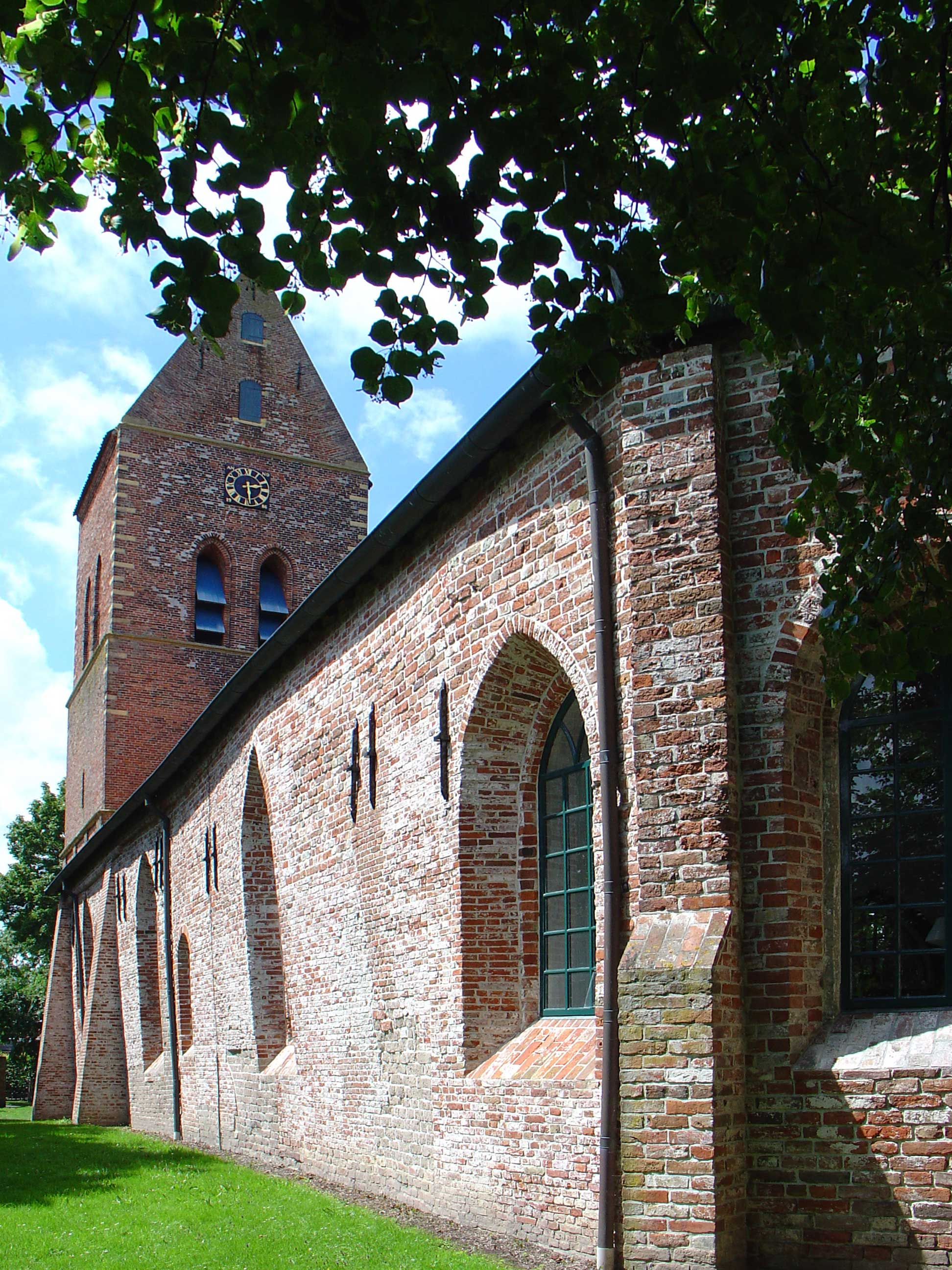
Romanogotische  Pancratiuskerk (Godlinze)
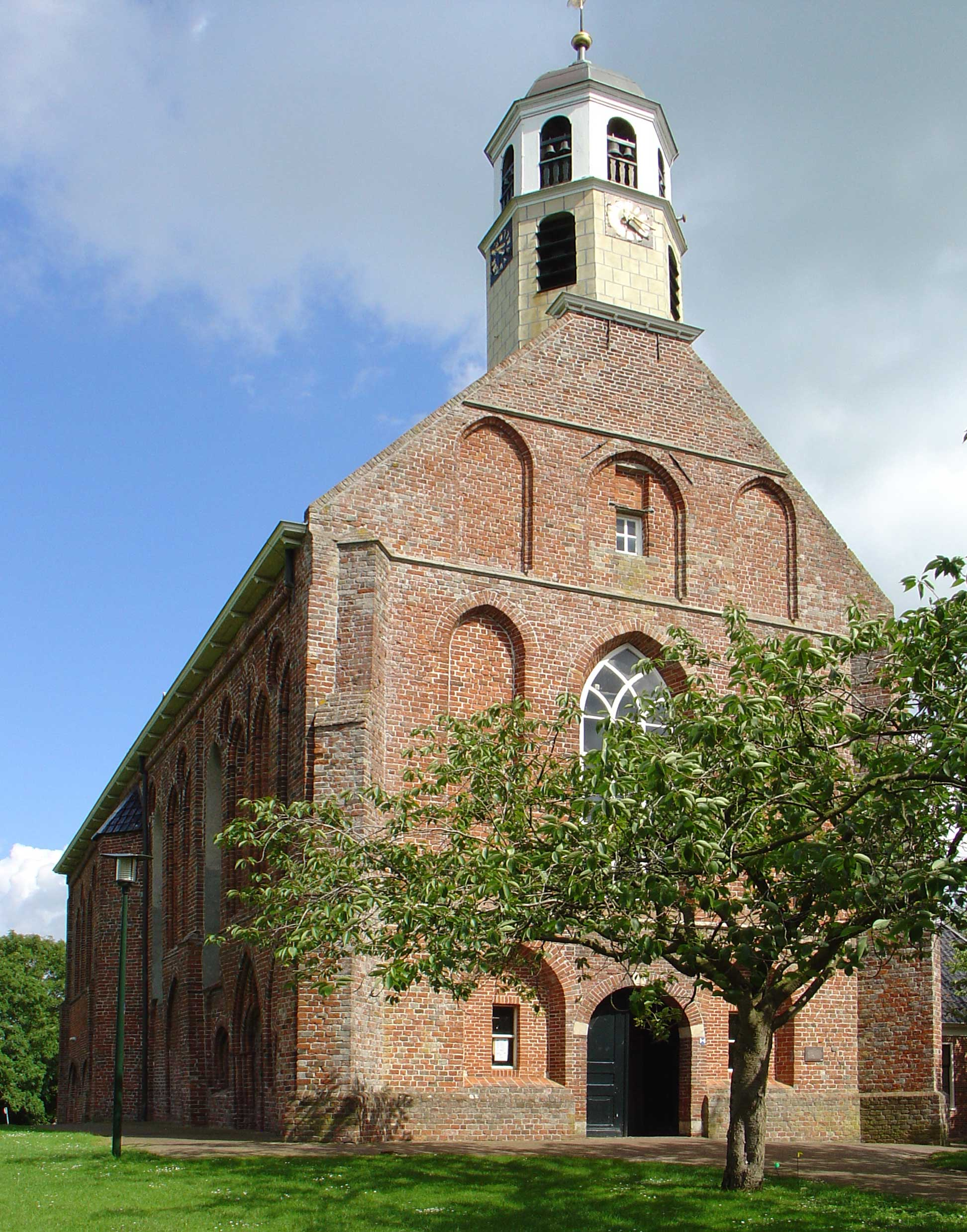
Romanogotische Kerk van Ten Boer
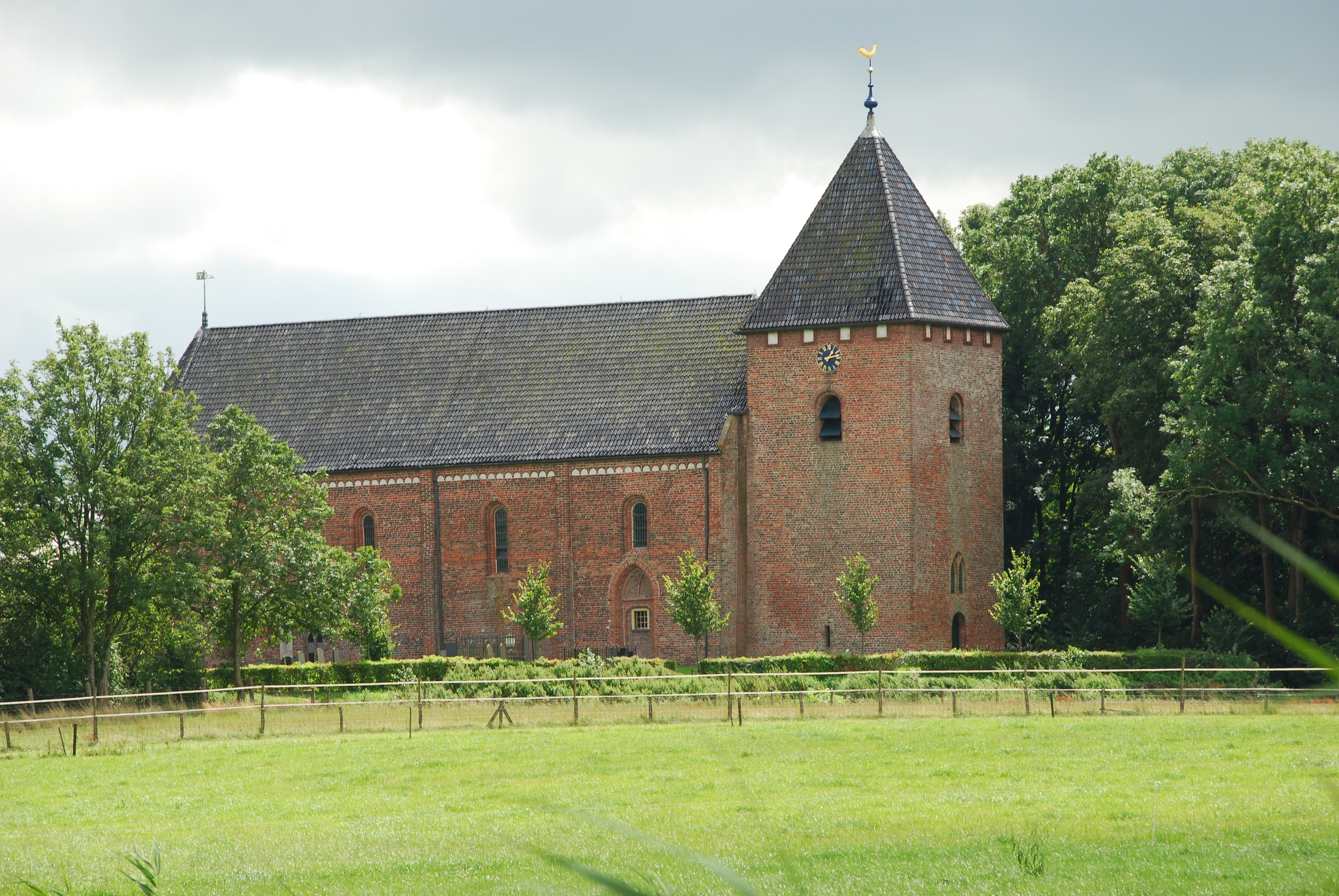
Romanogotische  Janskerk (Huizinge)

## Romanogotische kerken in Friesland

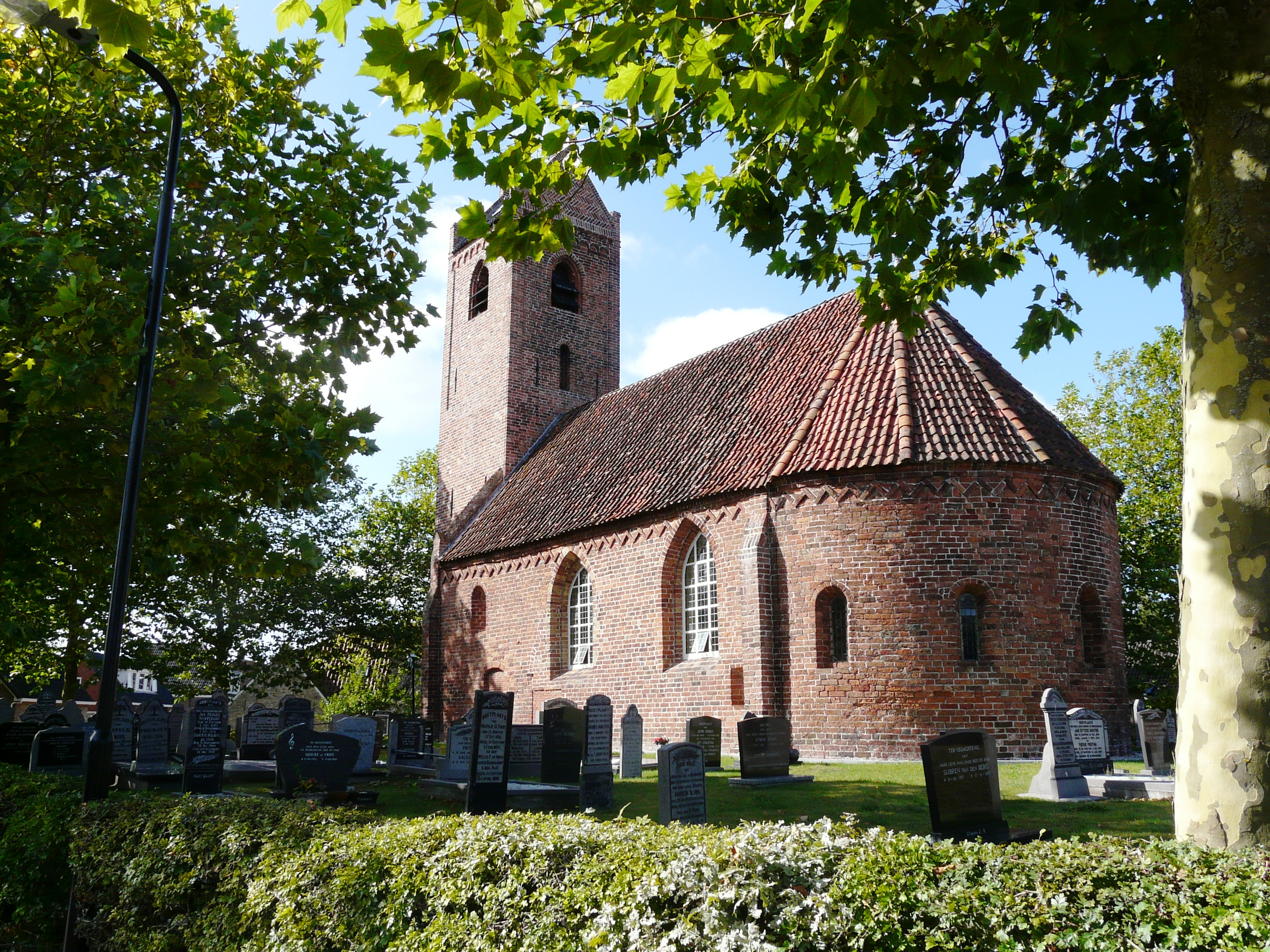
Kerk van Eestrum, gebouwd circa 1230
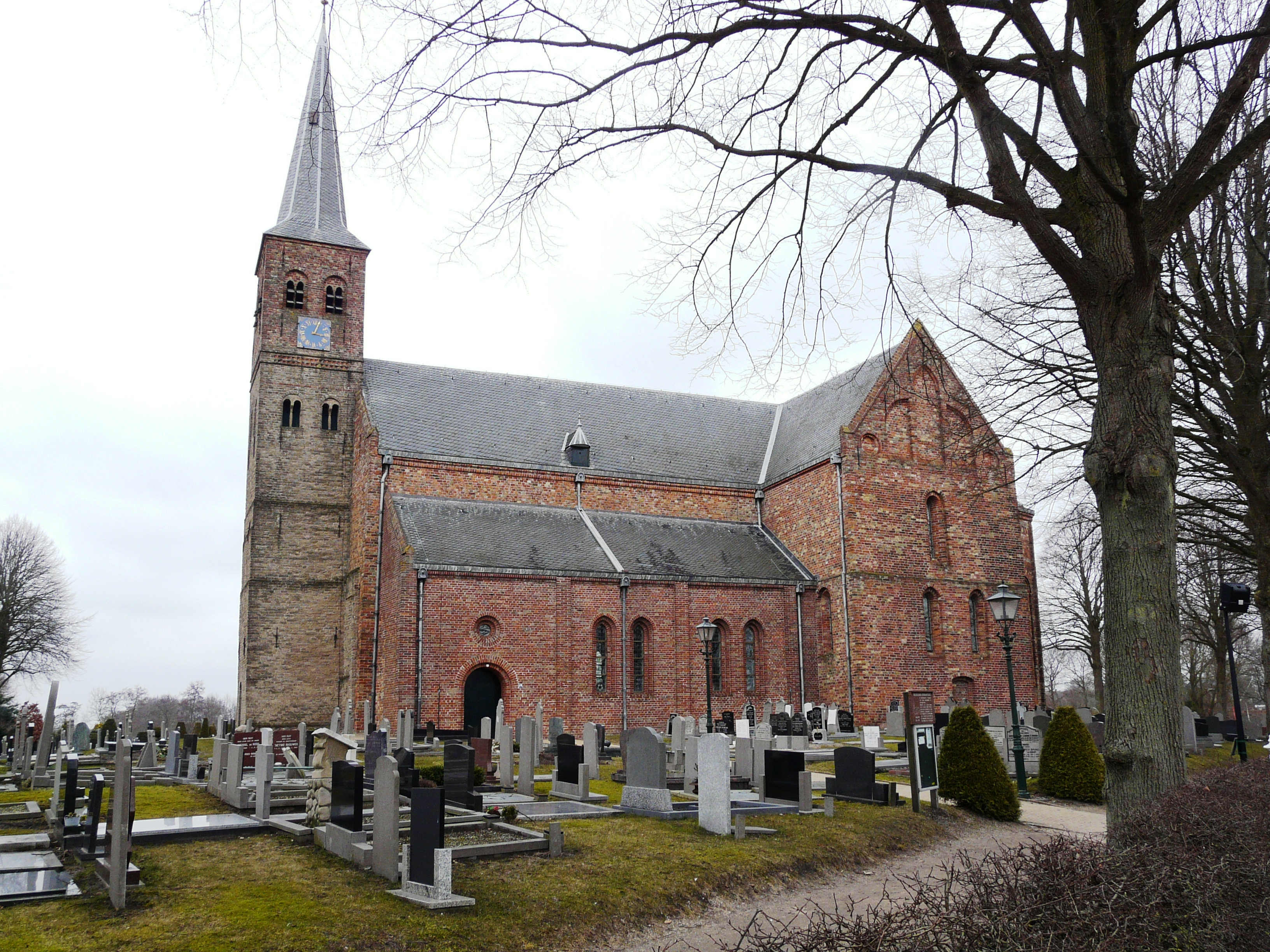
Kruiskerk Bergum
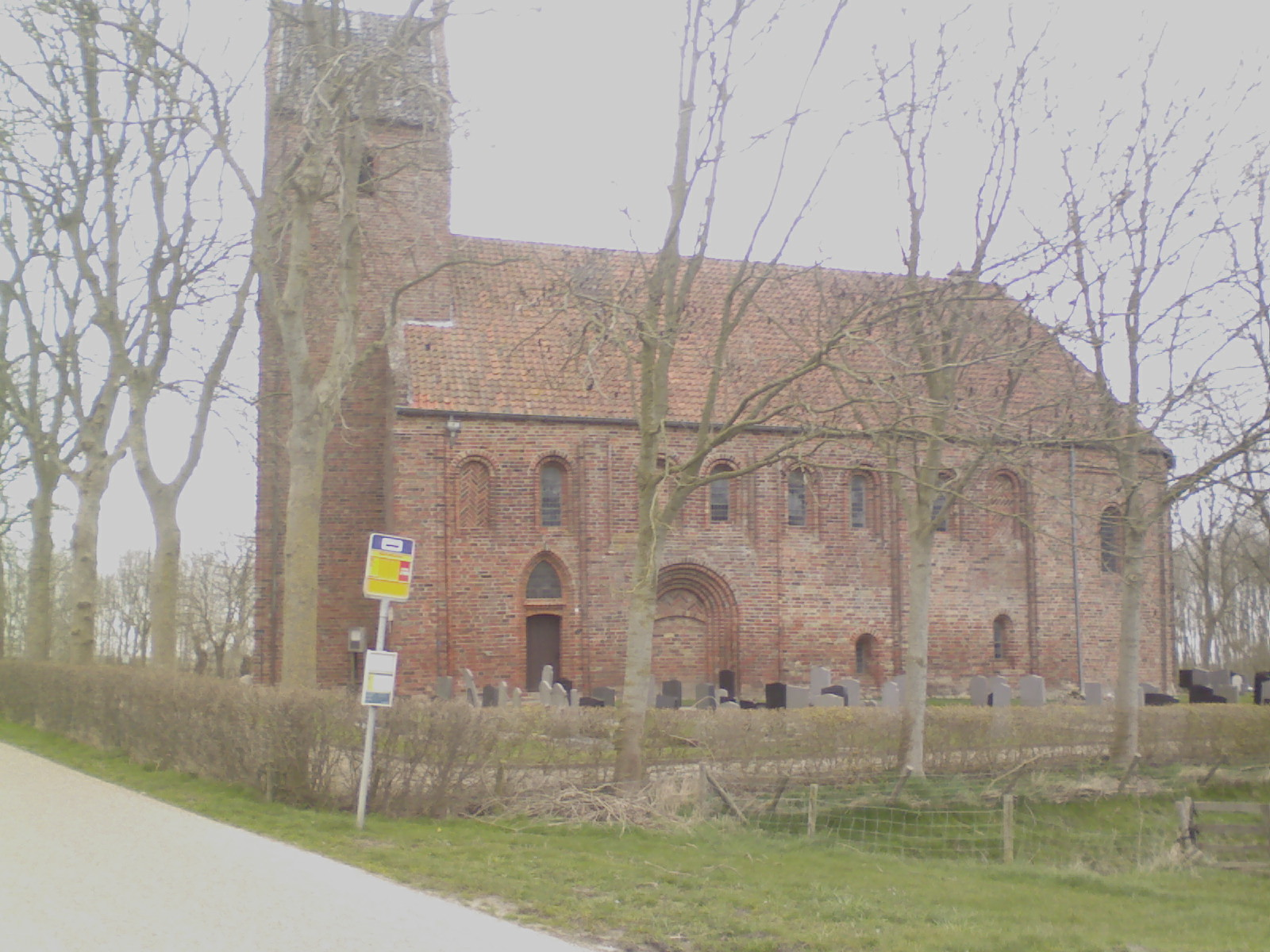
Sint-Annakerk te Hantumhuizen

## Denemarken

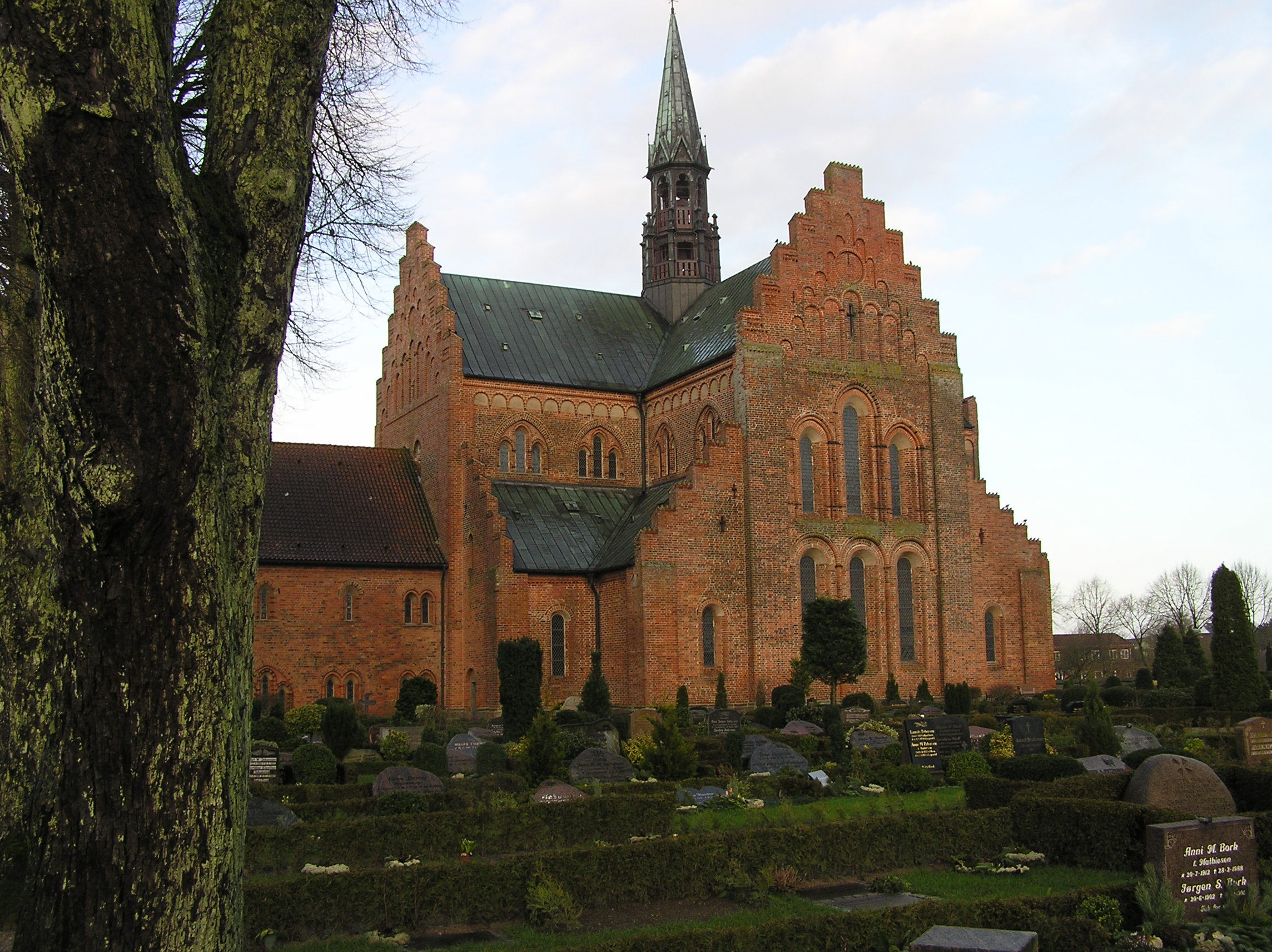
Løgumkloster

In het Deense plaatsje Løgumkloster is een kloosterkerk van de cisterciënzers bewaard gebleven met duidelijke kenmerken van de Romanogotiek. De oudste delen van de kerk dateren uit de dertiende eeuw.